# Shining Star
«Shining Star» es el trigésimo disco sencillo del grupo australiano de rock INXS, el único desprendido de su primer álbum en directo Live Baby Live, y fue publicado en noviembre de 1991. A pesar de proceder de un álbum en directo, la canción no es en vivo y se trata de una nueva canción de estudio. Fue escrita por Andrew Farriss.
Alcanzó el puesto 21 en la lista de sencillos ARIA de Australia, el 27 en el UK Singles Chart británico convirtiéndose en el noveno single Top 40 del grupo. En Estados Unidos llegó al número 4 en la lista Modern Rock Tracks y al 14 en la Mainstream Rock Tracks, pero no apareció en la  Billboard Hot 100.
Como lado B se usaron cuatro temas en directo: I Send a Message, Faith in Each Other, Bitter Tears y The Loved One.

## Formatos
Formatos del sencillo.
En disco de vinilo de 7"
7 pulgadas. 1991 Mercury Records 866 028-7 
| Lado A |                           |                                    |          |  |
| N.º    | Título                    | Escritor(es)                       | Duración |  |
| 1.     | «Shining Star»            | Andrew Farriss                     | 3:51     |  |
| 2.     | «I Send a Message» (Live) | Andrew Farriss y Michael Hutchence | 3:26     |  |

| Lado B |                              |                                    |          |  |
| N.º    | Título                       | Escritor(es)                       | Duración |  |
| 1.     | «Faith in Each Other» (Live) | Jon Farriss y Michael Hutchence    | 4:40     |  |
| 2.     | «Bitter Tears» (Live)        | Andrew Farriss y Michael Hutchence | 3:47     |  |

En disco de vinilo de 12"
12 pulgadas. 1991 Mercury Records 866 029-1 . 1991 Atlantic Records 0-85942 
| Lado A |                           |                                    |          |  |
| N.º    | Título                    | Escritor(es)                       | Duración |  |
| 1.     | «Shining Star»            | Andrew Farriss                     | 3:51     |  |
| 2.     | «I Send a Message» (Live) | Andrew Farriss y Michael Hutchence | 3:26     |  |

| Lado B |                              |                                    |          |  |
| N.º    | Título                       | Escritor(es)                       | Duración |  |
| 1.     | «Faith in Each Other» (Live) | Jon Farriss y Michael Hutchence    | 4:40     |  |
| 2.     | «Bitter Tears» (Live)        | Andrew Farriss y Michael Hutchence | 3:47     |  |

12 pulgadas. 1991 WEA 903175686.0 
| Lado A |                           |                                    |          |  |
| N.º    | Título                    | Escritor(es)                       | Duración |  |
| 1.     | «Shining Star»            | Andrew Farriss                     | 3:51     |  |
| 2.     | «I Send a Message» (Live) | Andrew Farriss y Michael Hutchence | 3:26     |  |

| Lado B |                        |                                         |          |  |
| N.º    | Título                 | Escritor(es)                            | Duración |  |
| 1.     | «Bitter Tears» (Live)  | Andrew Farriss y Michael Hutchence      | 3:47     |  |
| 2.     | «The Loved One» (Live) | Ian Clyne, Gerry Humphreys y Rob Lovett | 4:55     |  |

En Casete
| Casete. 1991 Atlantic Records 4-87576 78 75764 |                              |                                    |          |  |
| N.º                                            | Título                       | Escritor(es)                       | Duración |  |
| 1.                                             | «Shining Star»               | Andrew Farriss                     | 3:51     |  |
| 2.                                             | «Faith in Each Other» (Live) | Jon Farriss y Michael Hutchence    | 4:40     |  |
| 3.                                             | «Bitter Tears» (Live)        | Andrew Farriss y Michael Hutchence | 3:47     |  |

Casete. 1991 Mercury Records 866 028-4  / 
| Lado A |                           |                                    |          |  |
| N.º    | Título                    | Escritor(es)                       | Duración |  |
| 1.     | «Shining Star»            | Andrew Farriss                     | 3:51     |  |
| 2.     | «I Send a Message» (Live) | Andrew Farriss y Michael Hutchence | 3:26     |  |

| Lado B |                              |                                    |          |  |
| N.º    | Título                       | Escritor(es)                       | Duración |  |
| 1.     | «Faith in Each Other» (Live) | Jon Farriss y Michael Hutchence    | 4:40     |  |
| 2.     | «Bitter Tears» (Live)        | Andrew Farriss y Michael Hutchence | 3:47     |  |

Casete. 1991 WEA 9031756864 
| Lado A |                           |                                    |          |  |
| N.º    | Título                    | Escritor(es)                       | Duración |  |
| 1.     | «Shining Star»            | Andrew Farriss                     | 3:51     |  |
| 2.     | «I Send a Message» (Live) | Andrew Farriss y Michael Hutchence | 3:26     |  |

| Lado B |                        |                                         |          |  |
| N.º    | Título                 | Escritor(es)                            | Duración |  |
| 1.     | «Bitter Tears» (Live)  | Andrew Farriss y Michael Hutchence      | 3:47     |  |
| 2.     | «The Loved One» (Live) | Ian Clyne, Gerry Humphreys y Rob Lovett | 4:55     |  |

En CD
| Mini CD 1991 WEA WMD5-4085 |                       |                                    |          |  |
| N.º                        | Título                | Escritor(es)                       | Duración |  |
| 1.                         | «Shining Star»        | Andrew Farriss                     | 3:51     |  |
| 2.                         | «Bitter Tears» (Live) | Andrew Farriss y Michael Hutchence | 3:47     |  |

| CD 1991 Mercury Records 866 029-2 / |                              |                                    |          |  |
| N.º                                 | Título                       | Escritor(es)                       | Duración |  |
| 1.                                  | «Shining Star»               | Andrew Farriss                     | 3:51     |  |
| 2.                                  | «I Send a Message» (Live)    | Andrew Farriss y Michael Hutchence | 3:26     |  |
| 3.                                  | «Faith in Each Other» (Live) | Jon Farriss y Michael Hutchence    | 4:40     |  |
| 4.                                  | «Bitter Tears» (Live)        | Andrew Farriss y Michael Hutchence | 3:47     |  |

| CD 1991 WEA 903175686.2 |                           |                                         |          |  |
| N.º                     | Título                    | Escritor(es)                            | Duración |  |
| 1.                      | «Shining Star»            | Andrew Farriss                          | 3:51     |  |
| 2.                      | «I Send a Message» (Live) | Andrew Farriss y Michael Hutchence      | 3:26     |  |
| 3.                      | «Bitter Tears» (Live)     | Andrew Farriss y Michael Hutchence      | 3:47     |  |
| 4.                      | «The Loved One» (Live)    | Ian Clyne, Gerry Humphreys y Rob Lovett | 4:55     |  |